# Clubiona saltuum
Clubiona saltuum är en spindelart som beskrevs av Kulczynski 1898. Clubiona saltuum ingår i släktet Clubiona och familjen säckspindlar.
Artens utbredningsområde är Österrike. Inga underarter finns listade i Catalogue of Life.